# Squamish, British Columbia

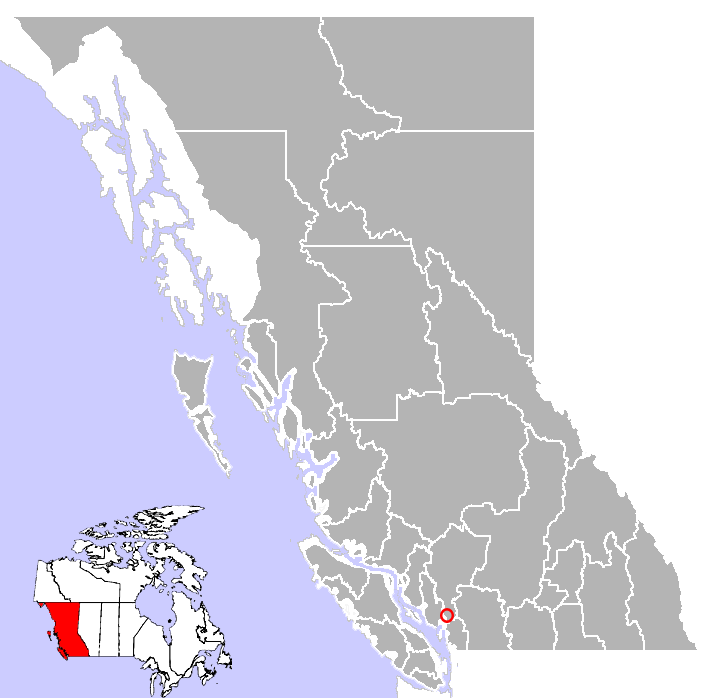
Squamish läge på en karta.

Squamish (Squamish (språk): Sḵwx̱wú7mesh) är en stad i den kanadensiska provinsen British Columbia. Den ligger vid norra delen av Howesundet längs med British Columbia Highway 99 Enligt 2006 års folkräkning hade staden 14 949 invånare.
Traditionellt har skogsbruk varit den dominerande industrin i staden, men efter att den sista fabriken stängdes i januari 2006 har staden främst blivit en tillflyktsort för kanadensare som tröttnat på stadslivet.
Tv-serien Men in Trees är huvudsakligen inspelad i staden.
Staden är döpt efter squamish, områdets ursprungsbefolkning. Squamish är det europeiska uttalet av ursprungsbefolkningens namn, tidigare hette staden Newport.
Squamish Airport ligger nära staden.